# Râul Beas

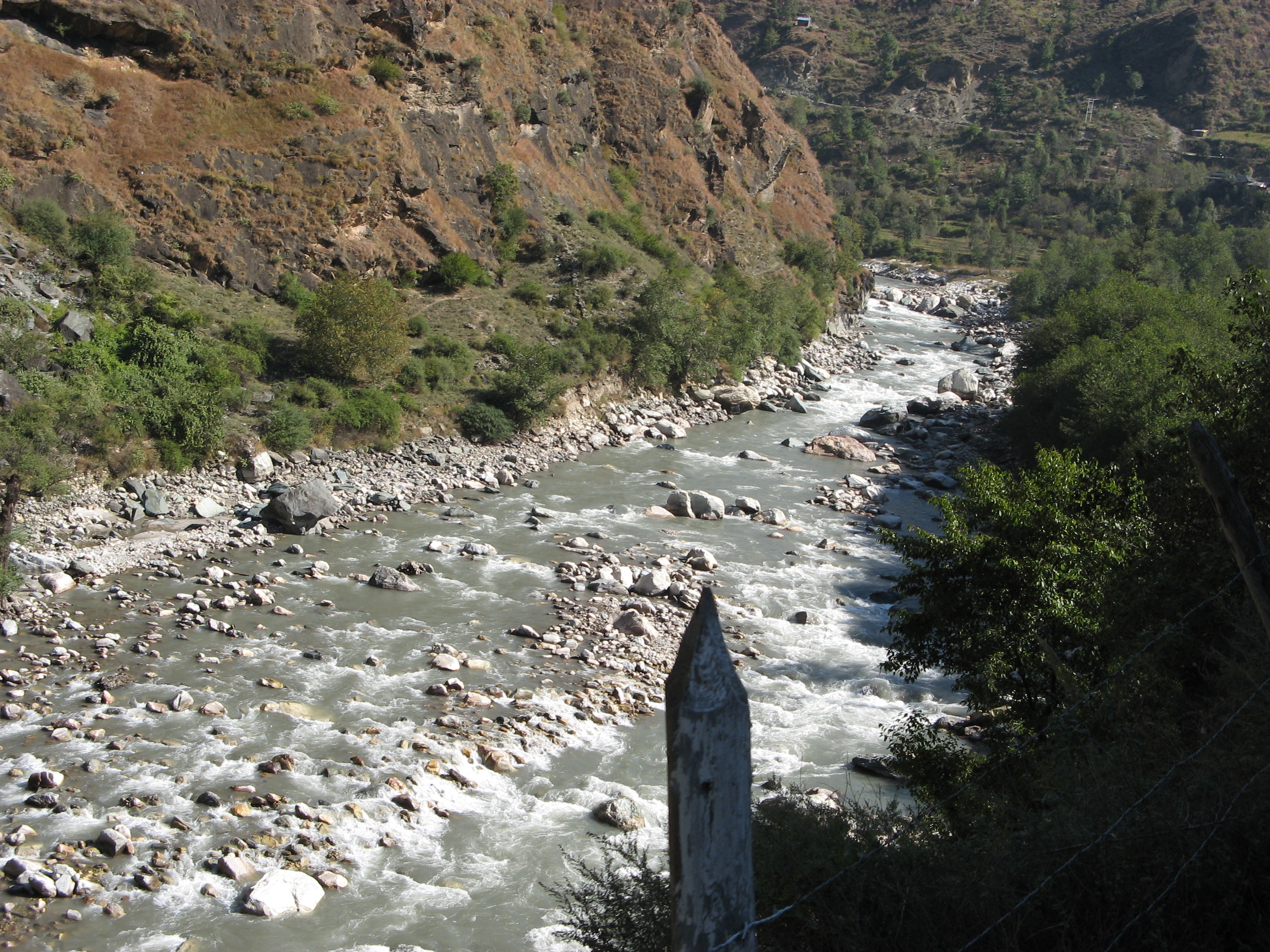
Râul Beas în Himachal Pradesh

Râul Beas (în sanscrită विपाशा, în hindi ब्यास, în punjabă ਬਿਆਸ, în urdu دریائے بیاس) (în Antichitate Hyphasis) este un râu din nord-vestul Indiei. Unul dintre „cele cinci râuri care traverseazǎ regiunia Punjab”, izvorăște din munții Himalaya, la est de Dharmsala, în statul Himachal Pradesh, și curge pe direcția V-SV, pe o distanță de 467 km spre râul Sutlej, în vestul statului Punjab. A marcat limita aproximativă a invaziei lui Alexandru cel Mare în India, în 326 î.Hr.